# Chapsa lordhowensis
Chapsa lordhowensis är en lavart som beskrevs av Mangold. Chapsa lordhowensis ingår i släktet Chapsa och familjen Graphidaceae.   Inga underarter finns listade i Catalogue of Life.